# Beornwulf af Mercia
Beornwulf af Mercia (død 826) var en angelsaksisk konge over Mercia fra 823 til sin død i 826. Under hans korte regeringstid kollapsede Mercias overherredømme over de andre angelsaksiske kongerier i Heptarkiet, hvor Mercias konge også regerede over Kongeriget East Anglia og Kongeriget Kent.
Han blev konge i 823 efter konge Ceolwulf 1. blev afsat. Der vides ikke noget om hverkens hans familie eller baggrund inden han blev regent. Han kan dog have været fjernt i familie med den tidligere konge over Mercia Beornred, samt to efterfølgende konger Beorhtwulf og Burgred— der alle er medlem af det såkaldt B-dynasti eller gruppe.